# Полска кирилица
Полска кирилица е общо наименование на проектите за замяна на латиницата с кирилицата за писмено предаване на полския език. Най-известния проект носи името Юсовица.
Руският император Николай I е обхванат от стремежа да русифицира земите на Полското царство в средата на 19 век, но начинанието търпи крах.